# Estação Hospitales
A Estação Hospitales é uma das estações do Metro de Buenos Aires, situada em Buenos Aires, seguida da Estação Parque Patricios. É uma das estações terminais da Linha H.
Foi inaugurada em 27 de maio de 2013. Localiza-se no cruzamento da Avenida Almafuerte com a Rua Puna. Atende o bairro de Parque Patricios.